# Hydroboracit
Hydroboracit ist ein selten vorkommendes Mineral aus der Mineralklasse der „Borate“. Es kristallisiert im monoklinen Kristallsystem mit der chemischen Zusammensetzung CaMg[B3O4(OH)3]2·3H2O, ist also ein wasserhaltiges Calcium-Magnesium-Borat.
Hydroboracit entwickelt nadelige oder tafelige bis prismatische Kristalle, die meist fächerförmigen oder radialstrahligen Mineral-Aggregaten angeordnet sind. Er kommt aber auch in Form faseriger oder feinkörniger Aggregate vor. In reiner Form ist Hydroboracit farblos und durchsichtig. Durch vielfache Lichtbrechung aufgrund von Gitterbaufehlern oder polykristalliner Ausbildung kann er aber auch weiß erscheinen und durch Fremdbeimengungen selten auch eine gelbe Farbe annehmen, wobei die Transparenz entsprechend abnimmt.

## Besondere Eigenschaften
Hydroboracit ist in kochendem Wasser nur teilweise, in warmer Salzsäure und Salpetersäure dagegen leicht löslich. Vor dem Lötrohr schmilzt er leicht zu einer klaren, farblosen Perle, wobei während des Schmelzvorgangs die Lötrohrflamme leicht grünlich verfärbt.

## Etymologie und Geschichte

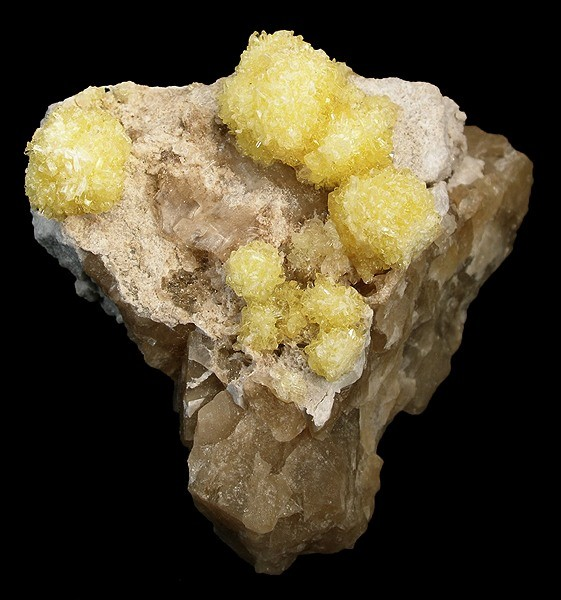
Zitronengelber Hydroboracit auf Görgeyit aus der Bor-Lagerstätte bei Atyrau, Kasachstan (Größe: 6,5 × 6,3 × 3,8 cm)

Erstmals analysiert und beschrieben wurde das Mineral 1833 (publiziert 1834) durch Germain Henri Hess, der es in Anlehnung an seinen Wassergehalt (altgriechisch hýdor, „Wasser“) und dessen Verwandtschaft mit Boracit (Mg3[Cl|BO3|B6O10]) als Hydroboracit bezeichnete. Der Name ist jedoch irreführend, da Hess sich nicht auf die chemische Zusammensetzung, sondern nur auf das damals angenommene, gleiche Stoffmengenverhältnis der Kationen (Basen) bezog.
Entdeckt wurde Hydroboracit erstmals in einer Mineralsammlung aus Kaukasien, in der er irrtümlich für Gips gehalten wurde. Als Typlokalität gilt allerdings die Bor-Lagerstätte am Indersee (Inder See, Inder Salzdom) im Gebiet Atyrau in Kasachstan.

## Klassifikation
In der mittlerweile veralteten, aber noch gebräuchlichen 8. Auflage der Mineralsystematik nach Strunz gehörte der Hydroboracit zur gemeinsamen Mineralklasse der „Carbonate, Nitrate und Borate“ und dort zur Abteilung der „Kettenborate [B2O4]2− bis [B6O10]2−“, wo er zusammen mit Colemanit die „Colemanit-Hydroboracit-Gruppe“ mit der System-Nr. V/J.03 und dem weiteren Mitglied Jarandolit bildete.
Die seit 2001 gültige und von der International Mineralogical Association (IMA) verwendete 9. Auflage der Strunz’schen Mineralsystematik ordnet den Hydroboracit in die jetzt eigenständige Klasse der „Borate“ und dort in die Abteilung der „Triborate“ ein. Diese ist zudem weiter unterteilt nach der Kristallstruktur, so dass das Mineral entsprechend seinem Aufbau in der Unterabteilung „Ketten- und Band-Triborate (Ino-Triborate)“ zu finden ist, wo als einziges Mitglied die unbenannte Gruppe 6.CB.15 bildet.
Auch die vorwiegend im englischen Sprachraum gebräuchliche Systematik der Minerale nach Dana ordnet den Hydroboracit wie die veraltete Strunz’sche Systematik in die gemeinsame Klasse der „Carbonate, Nitrate und Borate“ und dort in die Abteilung und gleichnamige Unterabteilung der „Wasserhaltigen Borate mit Hydroxyl oder Halogen“ ein. Hier ist er als einziges Mitglied in der unbenannten Gruppe 26.03.06 zu finden.

## Bildung und Fundorte

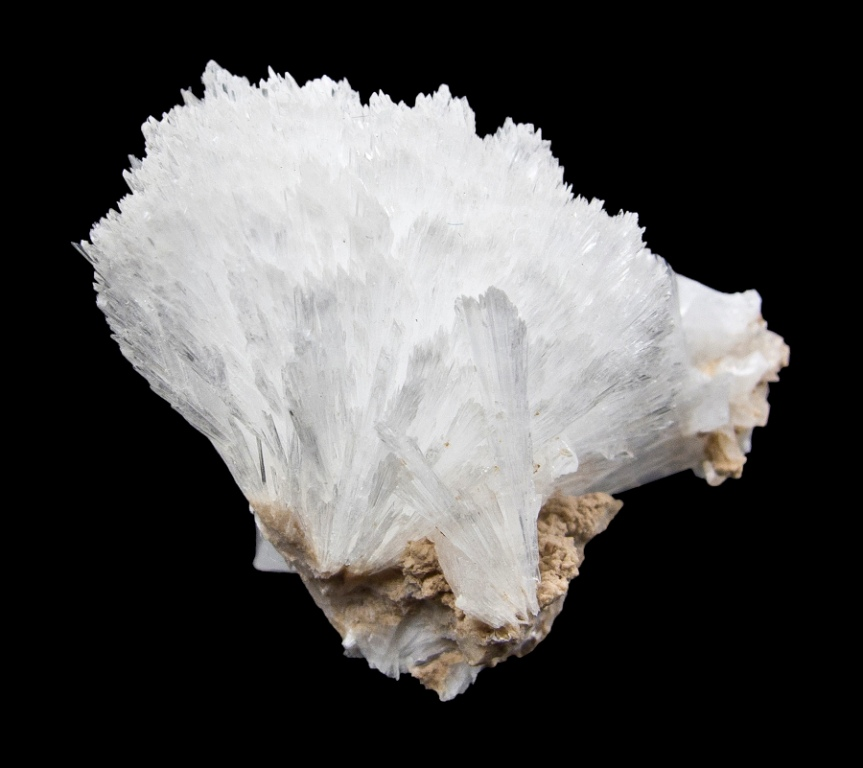
Büschel aus nadeligem Hydroboracit aus der „Boraxo Mine“ im Death-Valley-Nationalpark, Kalifornien, USA (Größe: 3,4 × 2,5 × 2,3 cm)

Hydroboracit ist ein typisches Sekundärmineral, dass sich durch Verwitterung aus Colemanit unter Einfluss von Grundwasser bildet. Als Begleitmineral kann neben diesem unter anderem noch Tunellit auftreten.
Als seltene Mineralbildung konnte Hydroboracit nur an wenigen Fundorten nachgewiesen werden, wobei bisher (Stand 2013) rund 40 Fundorte als bekannt gelten. Neben seiner Typlokalität Indersee trat das Mineral in Kasachstan bisher nur noch im Salzdom Chelkar im Gebiet Aqtöbe auf.
In Deutschland konnte das Mineral bisher nur im Schacht „Brefeld“ bei Tarthun in Sachsen-Anhalt sowie in einem Steinbruch am Kohnstein und bei Himmelsberg nahe Niedersachswerfen im thüringischen Landkreis Nordhausen gefunden werden.
Weitere Fundorte liegen unter anderem in Argentinien, Aserbaidschan, China, Iran, Kanada, der Türkei und im US-Bundesstaat Kalifornien.

## Kristallstruktur
Hydroboracit kristallisiert monoklin in der Raumgruppe P2/c (Raumgruppen-Nr. 13) mit den Gitterparametern a = 11,77 Å; b = 6,68 Å; c = 8,24 Å und β = 102,6° sowie zwei Formeleinheiten pro Elementarzelle.